# Jota Persei
Jota Persei (ι Persei, förkortat Jota Per, ι Per) som är stjärnans Bayerbeteckning, är en stjärna belägen i den mellersta delen av stjärnbilden Perseus. Den har en skenbar magnitud på 4,06 och synlig för blotta ögat. Baserat på parallaxmätning inom Hipparcosuppdraget på ca 94,9 mas, beräknas den befinna sig på ett avstånd av ca 34 ljusår ( ca 11 parsek) från solen.

## Egenskaper
Jota Persei är en gul till vit stjärna i huvudserien av spektralklass F9.5 V. Den har en massa som är 35 procent större än solens massa, en radie som är ca 40  procent större än solens och utsänder från sin fotosfär ca 2,2 gånger mer energi än solen vid en effektiv temperatur på ca 5 960 K.